# 維吉尼亞州第二十七步兵團
維吉尼亞州第二十七步兵團（英語：27th Virginia Infantry Regiment）成立於1861年5月30日，自此一直是北維吉尼亞軍團的一部分，直至1865年4月9日，李將軍投降之日。